# Estreito do Fram

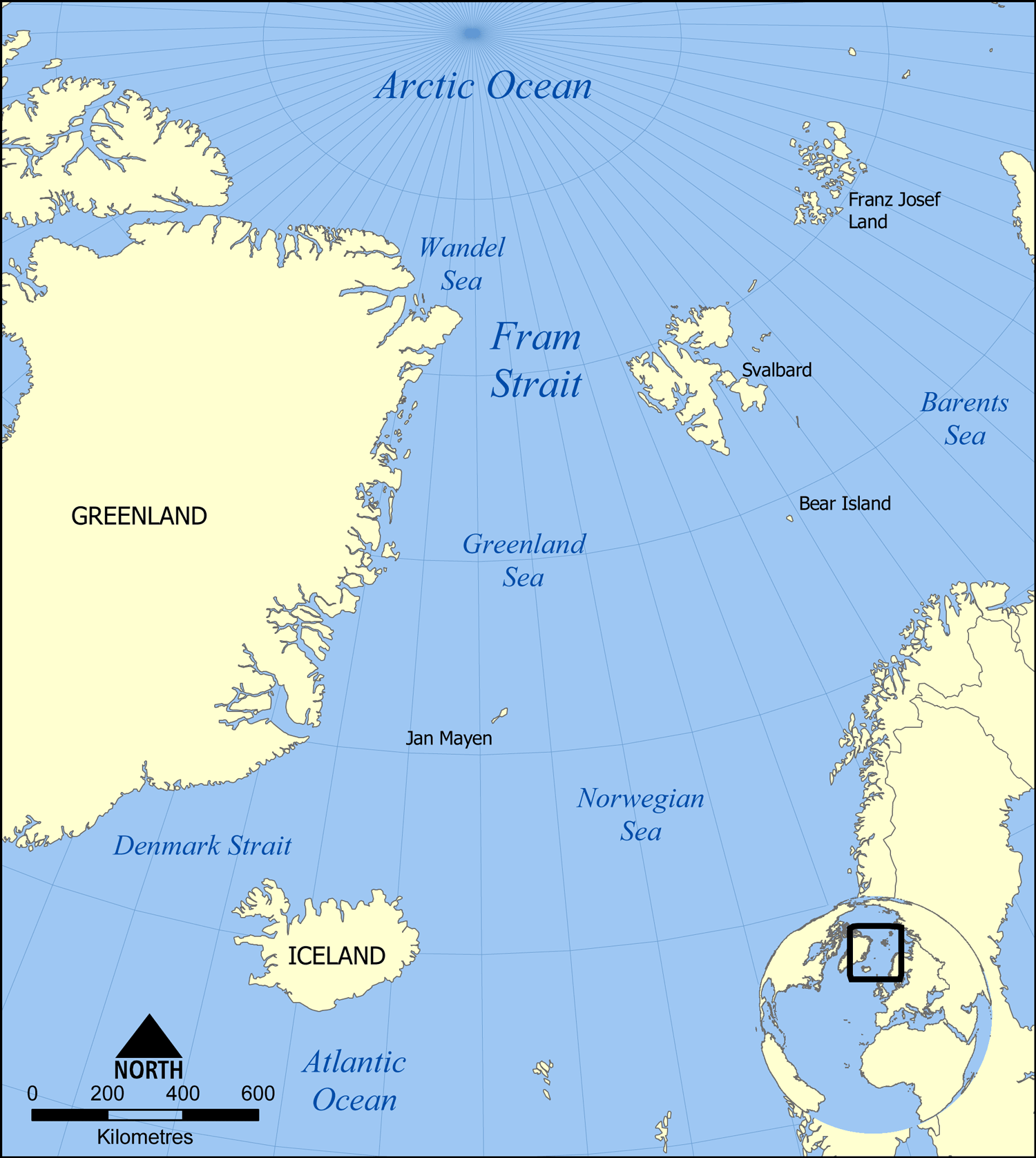
Localização do estreito de Fram (no mapa: Fram Strait) entre Svalbard e Gronelândia

O estreito do Fram é um amplo estreito marítimo que liga o oceano Ártico e o mar da Gronelândia, localizado entre a costa nordeste da Gronelândia e o arquipélago norueguês das ilhas Svalbard. Foi nomeado em homenagem ao mais importante navio da história da exploração polar, o Fram, o navio de Roald Amundsen e que também foi capitaneado por Otto Sverdrup e por Fridtjof Nansen entre 1893 e 1912 (Fram em norueguês significa "em frente"). O estreito está coberto por gelo quase todo o ano e a profundidade de água é de até 2600 m. 
Concede-se especial importância ao comportamento do clima global no estreito de Fram porque o transporte de gelo através dele tem grande influência na circulação termoalina, produzido-se nele um intercâmbio com massas de água ricas em oxigénio. Isto é assim porque o gelo do mar corresponde essencialmente com a água doce e o seu conteúdo de sal é de aproximadamente 4 por mil, em comparação com as cerca de 35 partes por mil da água do mar. Através do estreito, circulam grandes quantidades de gelo marinho do Ártico — cerca de 2300 km³ mais 1900 km³ de gelo fundido num ano — embora sujeitas a fortes flutuações anuais.
Em 2005, o navio de investigação alemão Polarstern realizou uma expedição até ao estreito de Fram, no qual deixou instrumentos de controlo automático para a observação a longo prazo do fluxo através do estreito.